# Acronychia vestita
Acronychia vestita är en vinruteväxtart som beskrevs av Ferdinand von Mueller. Acronychia vestita ingår i släktet Acronychia och familjen vinruteväxter. Inga underarter finns listade i Catalogue of Life.